# Ottavio Belmosto
Ottavio Belmosto (auch Ottavio Belmusti; * 1559 in Venzolasca (Republik Genua); † 16. November  1618 in Rom) war ein italienischer Kardinal.

## Leben
Ottavio Belmosto stammte aus einer reichen Bankiersfamilie korsischer und genuesischer Herkunft. Sein Vater, Luigi Belmosto, Podestà der Stadt Bastia, wurde 1563 Sprecher Korsikas im Senat der Republik Genua. Seine Mutter gehört der Adelsfamilie Gandolfi von Bastia an. Ottavio war der älteste von drei Söhnen. Seine Brüder waren Antonio, ein Kaufmann und Bankier in Neapel, und Agostino, ebenfalls Bankier in Cosenza und Neapel, der 1595 von König Philipp II. von Spanien zum Generalpostmeister für Italien ernannt wurde.
Ottavio Belmosto studierte kanonisches Recht und Zivilrecht in Rom und Neapel. Er diente einige Zeit in der römischen Kurie und erhielt im März 1591 die Priesterweihe. Am 31. Juli 1591 wurde er von Gregor XIV. zum Bischof von Aleria ernannt, was er bis 1608 blieb. Den Großteil seiner Zeit verbrachte er mit dem Schlichten der endlosen Streitigkeiten zwischen verfeindeten Familien aufgrund der Vendetta. Im Jahre 1608 trat er sein Episkopat gegen eine jährliche Rente von zweitausend Dukaten an Domenico Rivarola ab. Er ließ sich zunächst unter Bonifazio Caetani, dann nach 1612 unter Kardinal Rivarola als Vizelegat der Romagna in Rom, dann in Ravenna nieder.
Papst Paul V. verlieh ihm ein Amt an der Sacra Consulta und kreierte ihn am 19. September 1616 zum Kardinal. Am 17. Oktober 1616 erhielt Belmusti als  Kardinalpriester die Titelkirche San Carlo ai Catinari verliehen.